# John McCann (Politiker, 1905)
John McCann (* 17. Juni 1905 in Dublin; † 23. Februar 1980) war ein irischer Dramatiker, Journalist und Politiker.
McCann arbeitete als Journalist und schrieb Dramen für Radio Éireann und später für das Abbey Theatre.
Im Jahr 1939 wurde er bei einer Nachwahl für die Fianna Fáil in den Dáil Éireann gewählt und besetzte damit den vakanten Sitz von James Beckett neu. Bei den Wahlen 1954 zum 15. Dáil Éireann konnte McCann sein Mandat nicht verteidigen und schied somit aus dem Unterhaus aus. Von 1946 bis 1947 sowie zum zweiten Mal von 1964 bis 1965 bekleidete er das Amt des Oberbürgermeisters von Dublin (Lord Mayor of Dublin).
Sein Sohn ist der irische Theater- und Filmschauspieler Donal McCann.

## Werke (Auswahl)
- A Jew Called Sammy
- Give Me A Bed of Roses
- Early and Often
- Blood Is Thicker Than Water
- Twenty Years A-Wooing
- I Know Where I'm Going
- It Can't Go On Forever
- Put A Beggar on Horseback